# Tomáš Bergman
Dr. Tomáš Bergman, Th.D. (* 30. prosince 1953 jako Tomáš Květák) je český podnikatel, bývalý politik a muzejník, v 90. letech 20. století poslanec Poslanecké sněmovny za ODS a ředitel Muzea Kroměřížska.

## Biografie
V 1. polovině 90. let působil jako ředitel Muzea Kroměřížska. V roce 1994 inicioval vznik pravidelné výroční konference Židé a Morava. V komunálních volbách roku 1994 kandidoval neúspěšně do zastupitelstva města Kroměříž za ODS.
Ve volbách v roce 1996 byl zvolen do poslanecké sněmovny za ODS (volební obvod Jihomoravský kraj). Ve sněmovně setrval do voleb v roce 1998. Byl členem rozpočtového výboru sněmovny. V roce 1998 kromě poslanecké práce působil i v představenstvu společnosti Exportní a průmyslová, a.s., když různé machinace této společnosti s akciemi opakovaně prošetřovaly orgány činné v trestním řízení.
V roce 2007 přijal nové jméno a s druhou manželkou začal podnikat v oboru výstavby fotovoltaických elektráren pod hlavičkou společnosti Solar systems,s.r.o. (dříve IQ DATA, s.r.o., později Solar systems, a.s. a dnes B&B systems plus, a.s.). V roce 2010, kdy solární boom vrcholil, tržby společnosti překročily 2 mld. Kč.